# Meyrin
Meyrin är en ort och kommun i kantonen Genève, Schweiz. Kommunen har 26 882 invånare (2023).
Forskningsanläggningen CERN ligger i Meyrin. Genèves internationella flygplats ligger delvis inom kommunens gränser.